# 欧热寺
欧热寺，位于西藏自治区日喀则市聂拉木县亚来乡欧热村，是一座藏传佛教宁玛派寺院。

## 简介
欧热寺位于西藏自治区日喀则市聂拉木县，是聂拉木县主要藏传佛教寺庙之一，也是聂拉木县宗教活动场所之一。
欧热寺位于希夏邦马峰脚下，距离聂拉木县城40公里，平均海拔4512米。该寺是亚来乡的两座寺庙之一（另一座是来新寺），属于藏传佛教宁玛派，主佛为古如仁波切。到21世纪初，欧热寺成立已约440年。欧热寺占地面积310平方米，建筑面积310平方米，寺内有拉康、管康、玛尼拉康，21世纪初有僧人11名（半僧半俗），平均年龄50岁。该寺以到村民家念佛为主要收入，除举办佛事活动外，平时寺内无人居住。该寺一年举办三次佛事活动：藏历六月四日楚八次喜、藏历十月二十五日嘎登昂曲、藏历十一月十五日欧热节日。
2014年度西藏自治区和谐模范寺庙暨爱国守法先进僧尼评选中，欧热寺11名僧人被评为爱国守法先进僧尼。
2015年4月25日，尼泊尔发生强烈地震，聂拉木县境内白玛曲林寺等11座寺庙、拉康未受明显影响。